# Quần đảo Chatham

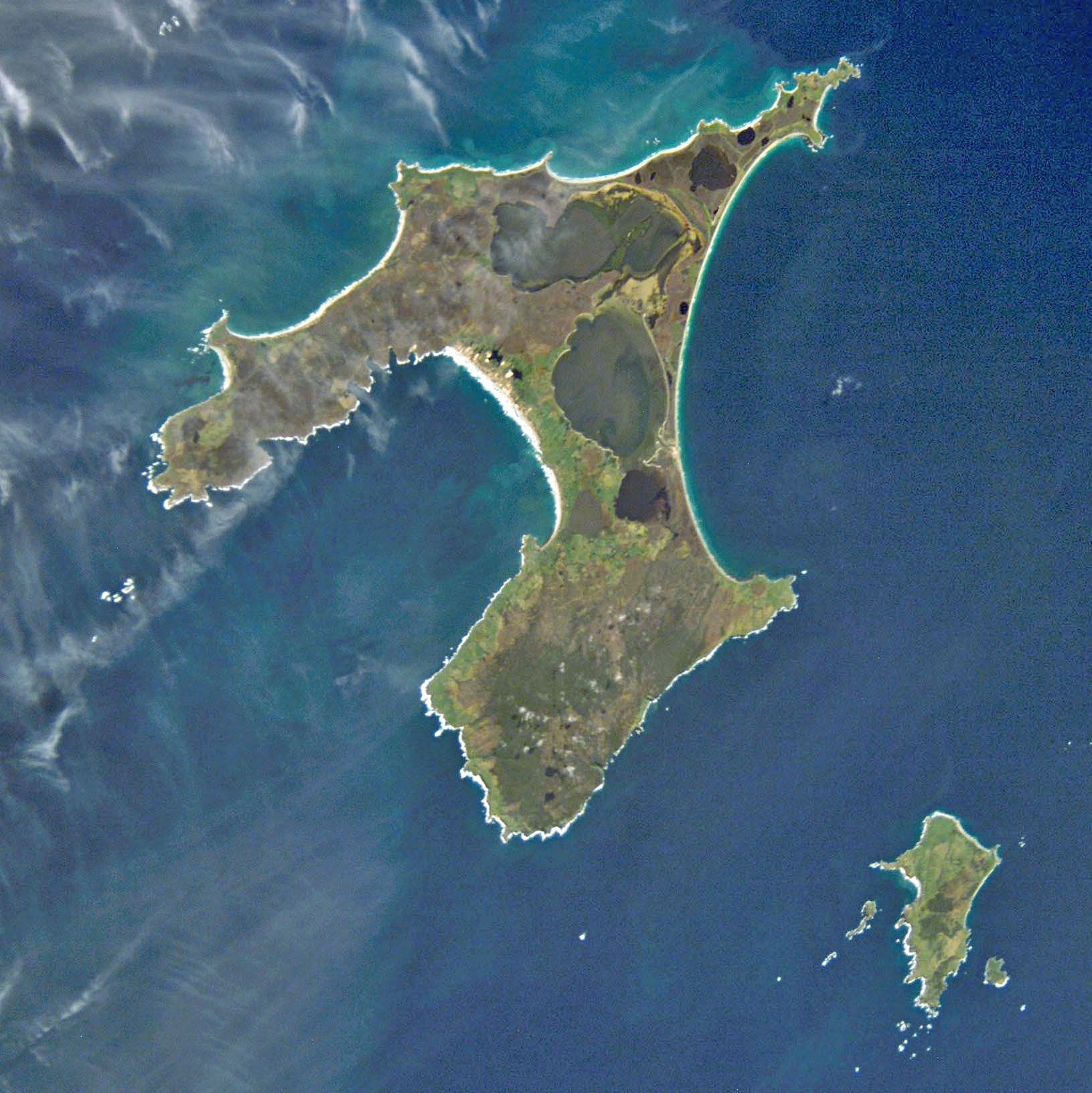
Quần đảo Chatham nhìn từ không gian. Đảo Chatham là đảo lớn nhất, đảo Pitt là đảo lớn thứ nhì, đảo South East là đảo nhỏ nằm phía bên phải đảo Pitt.

Quần đảo Chatham là một quần đảo tại Thái Bình Dương, thuộc New Zealand. Nó bao gồm khoảng 10 hòn đảo nằm trong vòng bán kính 40 kilômét (25 mi), trong đó lớn nhất là đảo Chatham và đảo Pitt.
Quần đảo này được gọi là Rekohu ("mặt trời mờ") trong ngôn ngữ bản địa là tiếng Moriori và Wharekauri trong tiếng Māori. Nó đã chính thức trở thành một phần của New Zealand kể từ năm 1842, và điểm cực đông của toàn New Zealand nằm tại Forty-Fours, một nhóm đảo tại đây.

## Địa lý
Quần đảo này nằm ở 43°53′N 176°31′T / 43,883°N 176,517°T, cách Christchurch, New Zealand khoảng 840 kilômét (520 mi) vê phía đông. Hai đảo lớn, đảo Chatham và đảo Pitt, chiếm phần lớn trong tổng diện tích 966 kilômét vuông (373 dặm vuông Anh), với phần còn lại chỉ là những đá và đảo nhỏ.
Quần đảo Chatham nằm trên Chatham Rise, một vùng rộng lớn, tương đối nông (không hơn 1.000 mét hay 3.281 foot ở mất cứ điểm nào), chìm dưới mặt biển của Zealandia. Quần đảo này nổi lên trên mặt biển chỉ trong khoảng bốn triệu năm nay, và là phần duy nhất của Chatham Rise nằm trên mực nước biển.